# 畢利
畢利（Beli），是住在約頓海姆的約頓巨人一族。他可能是安格爾波達和蓋密爾的兒子，葛德的兄弟。最後在諸神的黃昏中，被沒有武器的弗雷殺死。